# Marco Fenske
Marco Fenske (* 1. März 1984) ist ein deutscher Journalist und Medienmanager.

## Leben und Wirken
Fenske absolvierte ein Volontariat beim Westfalen-Blatt (2005/2006) und war Absolvent des ersten Teams der Axel-Springer-Akademie in den Jahren 2007 und 2008. Danach arbeitete er vier Jahre als Reporter für die Zeitschrift Sport-Bild und eineinhalb Jahre als stellvertretender Sportchef der Abendzeitung München. Im Jahr 2016 brachte Marco Fenske das Fußballbuch „Diese eine Sekunde“ heraus. 50 prominente Fußballer berichten in dem Werk über den Moment, der ihr Leben nachhaltig veränderte.
Fenske ging 2014 zur Mediengruppe Madsack und arbeitete dort zunächst als Sportchef. Er war für die Umstrukturierung hin zu einer standortübergreifend arbeitenden Sportredaktionen verantwortlich. Im November 2015 wurde er in die Chefredaktion berufen und im Juli 2018 zum stellvertretenden Chefredakteur.
Fenske ist seit dem 1. Januar 2019 Chefredakteur und seit dem 15. März 2019 auch Geschäftsführer des RedaktionsNetzwerks Deutschland (RND), der zentralen Redaktion der Mediengruppe Madsack. Marco Fenske löste damit Wolfgang Büchner als Chefredakteur des RND ab. Dazu ist Fenske seit November 2016 Geschäftsführer der Sportbuzzer GmbH, eines Tochterunternehmens der Mediengruppe.
Am 3. September 2019 ging mit RND.de das überregionale digitale Nachrichtenportal des RedaktionsNetzwerks Deutschland live.
Ende 2023 verließ Fenske das RND auf eigenen Wunsch und war ab April 2024 als Geschäftsführer und Chief Digital Officer für die Schlütersche Mediengruppe tätig. Seit Januar 2025 ist er Chief Media Officer des RB Leipzig.

## Auszeichnungen
Fenske wurde 2016 von Madsack mit dem August-Madsack-Preis als „Journalist des Jahres“ und im Jahr 2018 als „Unternehmer des Jahres“ ausgezeichnet. Das Sportportal Sportbuzzer wurde 2019 mit dem Deutschen Sportjournalisten-Sonderpreis ausgezeichnet.

## Werke
- als Herausgeber: Diese eine Sekunde – deutsche Fußballgeschichte in 50 Interviews. RND RedaktionsNetzwerk Deutschland, Hannover 2016, ISBN 978-3-946544-04-3.[13]